# 류사오치
류사오치(중국어 간체자: 刘少奇, 정체자: 劉少奇, 병음: Liú Shàoqí, 한자음: 유소기, 1898년 11월 24일 ~ 1969년 11월 12일)는 중화인민공화국의 정치가, 중국공산당 지도자이다. 후난성 출신이다. 1949년부터 1954년까지 중국본토의 임시부수반을, 1954년부터 1959년까지 중화인민공화국의 국가부주석을 역임했다. 1959년 4월부터 1968년까지는 중화인민공화국의 제2대 국가주석을 역임했다.
1959년 마오쩌둥이 대약진운동의 실패의 책임을 지고 물러나자 제2대 국가주석 겸 당 군사위원회 주석이 되었으나, 막후에서 실력을 행사하려던 마오쩌둥과 수시로 갈등한 끝에, 문화대혁명으로 1968년 실각했다.

## 생애와 경력

### 생애 초반
마오쩌둥의 고향 사오산과 가까운 청나라 후난성 창사 부 닝샹 구역(호남성 장사 영향)에서 출생하여 지난날 한때 청나라 허난 성 카이펑에서 잠시 유아기를 보낸 적이 있다. 그러나 다른 일설에 의하면 그의 출생지는 거두절미로 청나라 허난성 카이펑이라고도 한다. 1913년 창사의 주셩중학을 졸업하고 1920년 소련으로 유학을 갔다. 1921년 중국공산당에 가입하고, 1922년 중국에 돌아와 노동운동에서 활약하였다. 제1차 국공합작이 붕괴하여 공산당에 대한 탄압이 시작되자 지하운동으로 전환하여 후베이성과 상하이의 당조직을 이끌었다. 1927년 공산당의 중앙위원회의 위원이 되었고, 1932년 푸젠성 당비서에 임명되었다. 마오쩌둥이 주로 농촌에서 유격전을 통해 혁명활동을 한 것과는 대조적으로, 그는 주로 도시에서 노동운동과 지하운동을 통한 혁명활동에 주력했다.

### 혁명 활동
2년후에 장정에 참가했고, 쭌이 회의에서 그는 마오를 지지하여 다른 당지도자들을 제치고 공산당에 대한 마오쩌둥의 지도력이 확립되는데 기여하였다. 장정 후 산시성에 자리잡은 유소기는 화북지역 당 서기를 맡아서 항일운동을 이끌었다. 1945년에는 공산당의 5인 비서 중 한 명으로 뽑혔다.

### 정치 활동

#### 부주석 취임
1949년 중화인민공화국 성립 이후, 중앙정부의 부주석을 맡았고, 1956년부터 정치국 상무위원을 역임하였다. 1958년 마오쩌둥이 의욕적으로 펼친 대약진운동이 실패로 끝나 경제위기가 도래하고 대약진 운동의 실패로 2천만 명 넘는 기아자, 사망자가 발생하자 사태의 확산을 우려한 마오쩌둥은 1959년 국가주석직을 사퇴한다. 마오의 뒤를 이어 국가주석, 중앙군사위원회 주석에 올라 표면상 최고권력자로 부상하였다. 류는 특히 농촌에 큰 피해를 입힌 대약진운동의 충격을 극복하고자 시장경제정책을 도입하고 마오를 강하게 비판하였다.
또한 덩샤오핑, 화궈펑 등과 손잡고 경제정책의 수정을 계획한다. 그러나 마오쩌둥은 막후에서 영향력을 행사하려 했고, 그는 마오와 수시로 마찰하였다. 마오쩌둥은 그를 실각시키려고 음모를 꾸몄고, 린뱌오 등을 통해 그의 실각을 기도한다.

#### 주석 취임과 숙청
마오가 주도한 문화대혁명이 시작되자, 권력회복을 노리는 마오와 그를 맹목적으로 따르는 홍위병의 표적이 되어 "주자파(친자본주의적 인물)의 우두머리", "반혁명분자"로 비판을 받았고, 1966년 당 부주석에서 물러났다. 1968년 중앙정부에서 실각한데다가 당에서 제명당하고, 베이징에서 가택연금상태에 있었다. 이해 7월 18일에는 홍위병이 자택을 습격하여 두 시간 동안 폭행, 폭언을 당했다. 이후 카이펑으로 옮겼으나, 난방도 되지 않은 가택에서 별다른 의료처치를 받지 못하여 당뇨병, 폐렴 등의 지병이 악화되어 1969년 11월 12일 사망하였다. 유해는 화장되었고, 중국정부는 그의 사인을 "병사"라고 발표하였다.

#### 사후
1976년 마오쩌둥이 사망하였으며 1980년 류의 명예 또한 회복되었고 모든 당직도 복권되었다. 생전에 류는 마오쩌둥의 라이벌이면서 마오쩌둥식 사회주의 혁명을 방해한 정치인으로 규탄받다 사망하였으나, 마오와 류를 평소에 모두 존경하던 덩샤오핑에 의하여 1981년 전국인민대표대회에서 무죄로 인정되어 류사오치의 사후복권(死後復權)이 전격 선언되었다. 1987년의 발행된 중국의 런민비 지폐에는 마오, 저우언라이, 주더와 함께 4인의 "건국의 아버지"로서 초상이 실렸다.

## 같이 보기
- 대약진운동
- 문화대혁명
- 마오쩌둥
- 화궈펑
- 둥비우
- 린뱌오
- 저우언라이
- 장칭
- 리쭝런
- 덩샤오핑

| 전임 마오쩌둥 | 제2대 중화인민공화국 주석 1959년 4월 27일 ~ 1968년 10월 31일 | 후임 둥비우(대행) |

|  | 중국의 임시 국가부수반(본토) 1949년 ~ 1954년 | 후임 류샤오치 (중화인민공화국 부주석) |

| 전임 류샤오치(임시 국가부수반) | 중화인민공화국의 부주석 1954년 | 후임 주더 |

| 전임 마오쩌둥 | 중국공산당 중앙당교 교장 1947년 - 1953년 | 후임 허커취안 |

| 전임 마오쩌둥 | 중국공산당 중앙군사위원회 주석 1959년 - 1968년 | 후임 마오쩌둥 |

| 전임 - | 전국인민대표대회 상무위원장 1954년 - 1959년 | 후임 주더 |

| 전임 마오쩌둥 | 중국의 국가 원수 1959년 4월 27일 ~ 1968년 10월 31일 | 후임 둥비우 |